# タチカメバソウ
タチカメバソウ（立亀葉草、学名：Trigonotis guilielmii ）は、ムラサキ科キュウリグサ属の多年草。

## 特徴
茎は直立して高さ20-40cmになり、茎に圧毛が生え、やわらかく細長い。葉は互生し、卵形から広卵形で、長さ3-7cm、幅1.5-3cmになり、縁は全縁となる。上部の葉の葉柄は短く、下部のものは長い。
花期は5-6月。茎先にふつう2又になる花序をつけ、花序は先が巻いたさそり型花序になって花をまばらに8-15個つけ、下方から開花する。花序は成長すると巻いていたものがまっすぐに伸びる。小花柄は長さ1-1.5cmある。萼は緑色で5深裂し、裂片の先は鋭くとがる。花は白色または淡青紫色で、径7-10mm、花冠は車型で、5裂して平らに開き、花冠喉部に5裂した黄色の付属体がつく。雄蕊は5個で花筒の上半部につき、花冠裂片と互生する。果実は4個の分果で、分果は丸みを帯びた倒3角錐状で暗褐色になり、4面体になる。

## 分布と生育環境
日本固有種 。北海道、本州に分布し、山地の渓谷の湿った場所に生育する。

## 和名の由来
立亀葉草の意で、茎が立ち、葉が亀甲状にみえることによる

## ギャラリー
- 花冠は平開し、喉部に黄色の付属体がある。
- 亀甲状にみえる葉。
- 茎が立ち、葉が亀甲状にみえることが和名の由来。